# 터미널 클리닝

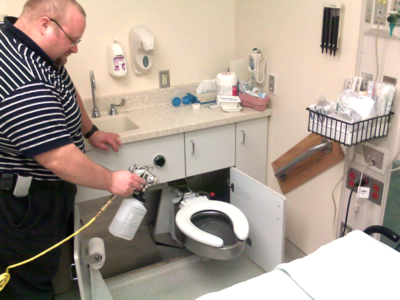

터미널 클리닝(terminal cleaning)은 사용 후 병실을 철저히 세척하는 것으로, 의료 환경에서 감염 확산을 통제하는 데 사용된다.

## 근거
미국에서는 매년 약 9만 명이 병원 내 감염으로 사망한다. 환자가 입원하여 메티실린 내성 황색 포도상구균(MSA) 감염이나 다른 환자에게 전파될 수 있는 감염이 확인된 경우, 퇴원 시 터미널 클리닝이 가능한 병실에 환자를 격리하는 것이 가장 좋다.
예를 들어, 터미널 클리닝은 클로스트리디움 디피실 감염의 확산을 줄인다.

## 절차
터미널 클리닝은 환자가 사용 후 병실 전체를 세척하는 것을 의미한다. 방법은 다양하지만, 모든 표면을 소독하고 모든 일회용품과 세척용 걸레 또는 수건을 의료 폐기물로 폐기하는 것이 포함된다.

## 같이 보기
- 원내감염
- 메티실린 내성 황색 포도상구균
- 반코마이신 내성 창자알균
- 녹농균